# 侯昱
參數所指定的目標頁面不存在，建議更正成存在頁面或直接建立下列一個頁面（建立前請先搜尋是否有合適的存在頁面可以取代）：
- 於陵侯

侯昱（?—?），河南密縣（今新密市）人。大司徒侯霸之子。
東漢初曾任太僕，歷官刺史，建武十三年，侯霸因病去世，襲封於陵侯。建武二十四年曾隨馬援出征南蠻。